# Шастър
Шастър (на френски: Chastre) е селище в Централна Белгия, окръг Нивел на провинция Валонски Брабант. Населението му е около 6700 души (2006).